# Seimbiris
Els seimbiris (o ikibiris) són els membres d'un clan ijaw que viuen a l'estat del Delta, al sud de Nigèria.

## Història
Els seimbiris van arribar a la zona a on viuen actualment, a l'oest del delta del Níger després del segle xiv, tot i que la història del seu llinatge arriba fins a l'any 1000 a. de C.
Els avantpassats dels seimbiris provenen originàriament de l'antiga ciutat homònima, però van patir un raid per a capturar esclaus dels tarakiris que havien obtingut armes de foc. Aquest atac va causar una gran devastació i una dispersió dels supervivents cap a altres zones ijaws. Molts d'ells van anar capa la zona ekpetiama i van fundar la ciutat d'Ikibiri. Posteriorment van emigrar a l'oest del delta del Níger i van fundar les poblacions d'Oboro, Okpokunu i Inikorogha. Mentrestant, alguns dels avantpassats dels seimbiris van anar cap a l'est i van esdevenir part dels avantpassats dels okrikes i dels epie-atisses, uns altres van anar al nord d'Akiri, cap a Aboh i uns altres van anar cap a la zona Obotebe.
Altres ciutats que van fundar els seimbiris són Enekorogha, Deinbunughan, Aleibiri, Diebiri i altres poblacions. Els avantpassats dels seimbiris van fundar diversos llinatges.